# Региональные Авиалинии
Региональные Авиалинии Кемеровo — бывшая российская авиакомпания. Базировалась в Кемерово.

## История
Авиакомпания была основана в 2004 году и уже в январе начала операционную деятельность.
8 марта 2005 года Федеральное агентство воздушного транспорта (Росавиация) приняло решение о приостановке действия сертификата эксплуатанта авиакомпании «Региональные Авиалинии» на 8 месяцев
27 января 2006 года Росавиация аннулировала сертификат эксплуатанта авиакомпании «Региональные Авиалинии».

## Флот
| Тип      | Количество | Примечание             | Фото     |
| -------- | ---------- | ---------------------- | -------- |
| Ан 24    | 5          | борт RA-46489 разбился |          |
| Ми-2     | 2          |                        | нет фото |
| всего: 7 |            |                        |          |

## Катастрофа
16 марта 2005 года. Авиалайнер Ан-24РВ выполнял внутренний рейс РЛ-9288 по маршруту Уфа—Пермь—Усинск—Варандей—Нарьян-Мар, но при заходе на посадку в Варандее врезался в песчаную насыпь около аэропорта Варандея. Из находившихся на его борту 52 человек (45 пассажиров и 7 членов экипажа) погибли 28. Катастрофа рейса 9288 стала одной из самых крупных в истории Ненецкого автономного округа. Через 2 года у авиакомпании была отозвана лицензия.